# Andreu Llauradó i Fàbregas
Andreu Llauradó i Fàbregas (Reus, 1840 - Barcelona, 2 d'abril de 1899) va ser un enginyer de forests català i expert en temes hidràulics i d'irrigació.
Va estudiar enginyeria a Madrid i al llicenciar-se va guanyar una càtedra a L'Escuela de Montes d'El Escorial el 1880. El 1892 va ser inspector general del cos d'enginyers forestals. Membre de la Real Academia de Ciencias Exactas, Físicas y Naturales de Madrid, de la Societé naturale d'agriculture de França, de la Imperial Agronòmica de Rússia i de la Societat Agrària de Llombardia, va rebre diverses condecoracions pels seus treballs: la Gran Creu de Carles III i d'Isabel la Catòlica a l'estat espanyol i d'altres de Rússia, de Portugal d'Itàlia i de França.
És conegut sobretot pel seu llibre Tratado de aguas y riegos publicat a Madrid el 1878 amb una edició revisada el 1884, on esbossà tot un programa d'aprofitament dels recursos hidràulics, obra de la qual se'n feren diversos resums en italià, francès, alemany, anglès i rus. Publicà estudis sobre canals de navegació als rius de l'estat espanyol i ponències i comunicacions a congressos sobre temes d'embassament d'aigües, aprofitament dels recursos naturals per fomentar la ramaderia i l'agricultura i estudis econòmics sobre temes hidràulics i agrícoles.

## Família
Andreu Llauradó fou sogre de Lluís Ferrer-Vidal i Soler i consogre de Josep Ferrer i Vidal i de Concepció Soler i Serra.